# Brunettia heterostylis
Brunettia heterostylis és una espècie d'insecte dípter pertanyent a la família dels psicòdids que es troba a Nova Guinea.